# Meridiano 12 oeste
El meridiano 12 oeste de Greenwich es una línea de longitud que se extiende desde el Polo Norte atravesando el Océano Ártico, Groenlandia, el Océano Atlántico, África, el Océano Antártico y la Antártida hasta el Polo Sur.
El meridiano 12 oeste forma un gran círculo con el meridiano 168 este.
Parte de la frontera entre el Sáhara Occidental y Mauritania está definida por este meridiano.
Comenzando en el Polo Norte y dirigiéndose hacia el Polo Sur, este meridiano atraviesa:
| Coordenadas                       | País, territorio o mar                        | Notas                                                                                        |
| --------------------------------- | --------------------------------------------- | -------------------------------------------------------------------------------------------- |
| 90°0′N 12°0′O / 90.000, -12.000   | Océano Ártico                                 |                                                                                              |
| 81°37′N 12°0′O / 81.617, -12.000  | Groenlandia                                   |                                                                                              |
| 81°18′N 12°0′O / 81.300, -12.000  | Océano Atlántico                              |                                                                                              |
| 28°7′N 12°0′O / 28.117, -12.000   | Marruecos                                     |                                                                                              |
| 27°40′N 12°0′O / 27.667, -12.000  | Sáhara Occidental                             | Reclamado por Marruecos                                                                      |
| 26°0′N 12°0′O / 26.000, -12.000   | Frontera entre Sáhara Occidental y Mauritania | Durante 280 km, entre el Paralelo 26 norte y el Trópico de Cáncer                            |
| 23°27′N 12°0′O / 23.450, -12.000  | Mauritania                                    |                                                                                              |
| 14°46′N 12°0′O / 14.767, -12.000  | Mali                                          |                                                                                              |
| 14°12′N 12°0′O / 14.200, -12.000  | Senegal                                       | Durante 13 km                                                                                |
| 14°4′N 12°0′O / 14.067, -12.000   | Mali                                          | Durante 11 km                                                                                |
| 13°58′N 12°0′O / 13.967, -12.000  | Senegal                                       |                                                                                              |
| 13°46′N 12°0′O / 13.767, -12.000  | Mali                                          |                                                                                              |
| 13°34′N 12°0′O / 13.567, -12.000  | Senegal                                       |                                                                                              |
| 12°24′N 12°0′O / 12.400, -12.000  | Guinea                                        |                                                                                              |
| 9°54′N 12°0′O / 9.900, -12.000    | Sierra Leona                                  |                                                                                              |
| 7°12′N 12°0′O / 7.200, -12.000    | Océano Atlántico                              | Pasa justo al este de la isla de Tristán da Cunha, Santa Elena, Ascensión y Tristán de Acuña |
| 60°0′S 12°0′O / -60.000, -12.000  | Océano Antártico                              |                                                                                              |
| 71°18′S 12°0′O / -71.300, -12.000 | Antártida                                     | Tierra de la Reina Maud, reclamado por Noruega                                               |